# Platycis siculus
Platycis siculus is een keversoort uit de familie netschildkevers (Lycidae). De wetenschappelijke naam van de soort werd in 1914 gepubliceerd door Maurice Pic.